# 볼리바르주의

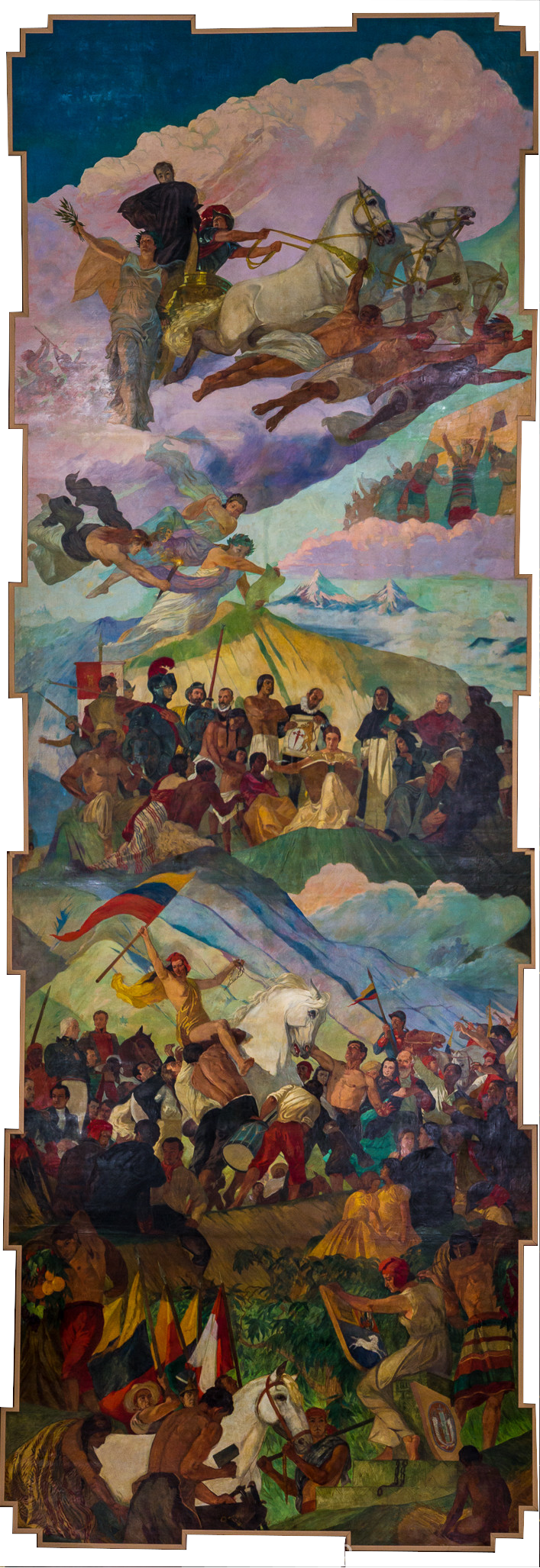

볼리바르주의(Bolivarianism)는 라틴 아메리카, 특히 베네수엘라에서 강조되는 정치적인 이념이다. 남아메리카의 독립 영웅인 시몬 볼리바르의 사상을 의미하며 그의 이론은 5개로 정리가 된다.
1. 남아메리카의 경제적, 정치적 주권 회복
2. 대중적 투표와 국민적 투표를 통한 풀뿌리 정치 참여
3. 자급자족
4. 국민들에게 애국주의와 도덕 교육 실시
5. 광대한 천연 자원의 공정한 분배

## 볼리바르-차베스주의
볼리바르주의는 훗날 베네수엘라의 우고 차베스 대통령에 의해 새롭게 해석되거나 구체적으로 분석되었다.
1. 남아메리카의 경제적, 정치적 주권 회복 → 반제국주의 (차베스 이전까지 베네수엘라의 경제는 미국에 의해 구속되어 있었는데 이에서 벗어나자는 의미)
2. 대중적 투표와 국민적 투표를 통한 풀뿌리 정치 참여 → 참여 민주주의
3. 자급자족 → 식품, 내구 소비재 등의 자급자족, 생산 수단의 국유화
4. 국민들에게 애국주의와 윤리 교육 실시 → 사회주의적 애국주의, 좌익 내셔널리즘
5. 광대한 천연 자원의 공정한 분배 → 신자유주의 반대, 21세기 사회주의

## 같이 보기
- 볼리바르 혁명
- 차베스주의